# Belleterre

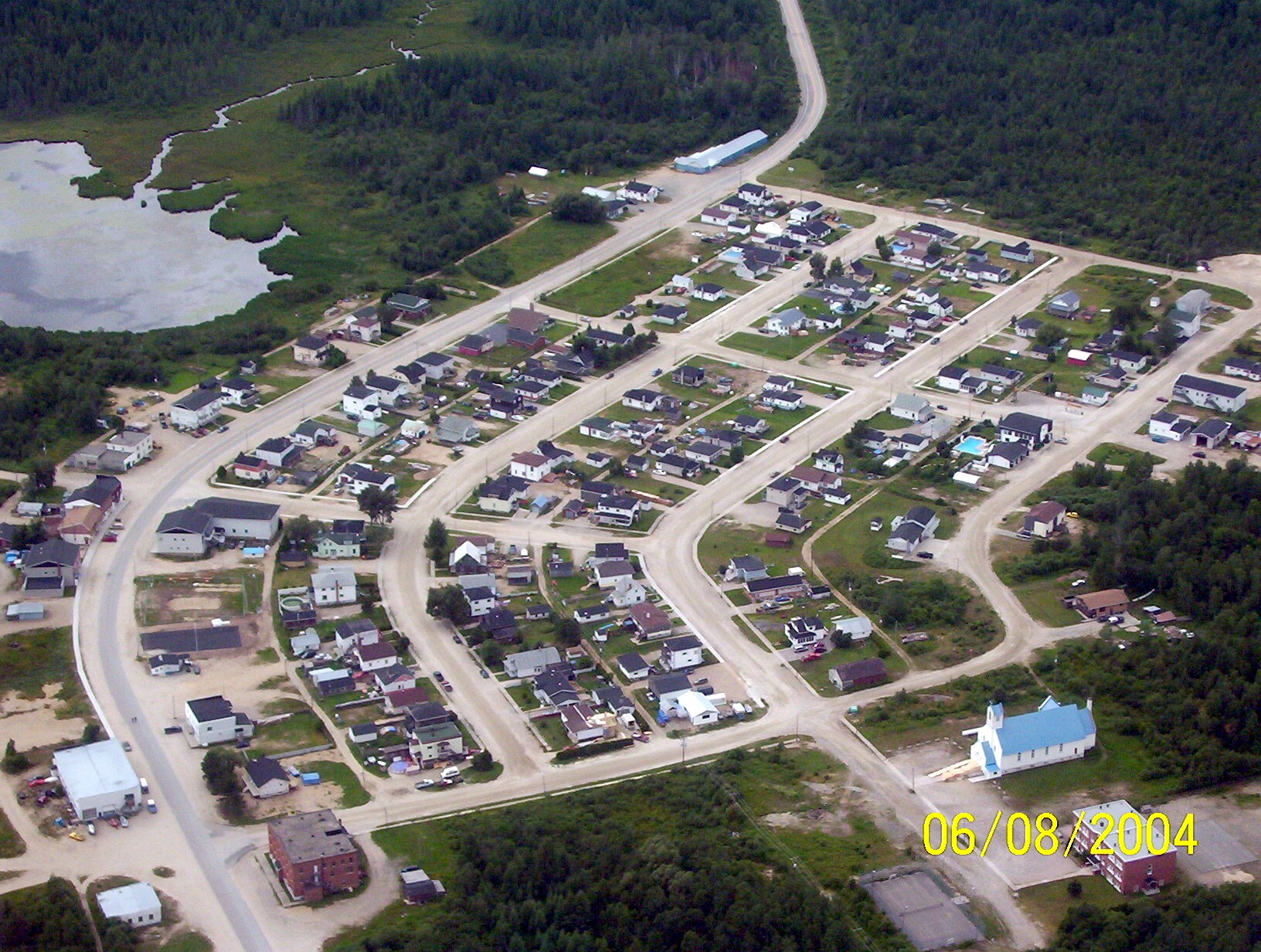
Vista aérea de Belleterre em 2004.

Belleterre é uma cidade da província de Québec (Canadá), na municipalidade regional do condado de Témiscamingue da região administrativa Abitibi-Témiscamingue.

## História
- 13 de maio 1942 : Fundação da cidade de Belleterre.

Belleterre foi fundada em 1942 após a descoberta de jazidas de ouro por William Edmond Logan. 
Havia uma mina em operação desde 1935. Nesta época, havia 2000 habitantes.
Em 1957, o filão de ouro começa a dar sinais de esgotamento, e a mina foi fechada . 
Atualmente, Belleterre é um município que vive da floresta, do turismo, da caça e da pesca.

## Demografia
- População: 350 habitantes (2006)[3]
- Superfície : 551,29 km²

## Política
O atual prefeito da cidade é Bruno Boyer (2009-2013).